# Toyota iQ
La Toyota iQ è una citycar prodotta dalla casa automobilistica giapponese Toyota dal 2008 al 2015. È stata presentata sotto forma di concept car, denominata Toyota iQ Concept, al Salone di Francoforte 2007. La versione di produzione è stata invece svelata nel marzo 2008 al Salone dell'automobile di Ginevra.  Nel novembre 2008 è partita la produzione nello stabilimento di Takaoka e contemporaneamente è cominciata la commercializzazione in Giappone. Le vendite in Europa invece sono iniziate nel 2009.

## Il contesto
La Toyota iQ è caratterizzata da dimensioni esterne molto contenute: è lunga infatti solamente 298 cm. Nonostante ciò possiede un abitacolo in grado di accogliere fino a quattro persone, tre adulti ed un bambino. Per ottenere questo risultato la vettura è stata progettata con soluzioni specifiche volte a massimizzare l'abitabilità interna, tra le quali il posizionamento del differenziale davanti al motore (situato anteriormente), il serbatoio alto 12 cm collocato nel sottoscocca, l'unità di climatizzazione compatta, il disegno sottile dei sedili e la plancia asimmetrica. Quest'ultima permette al passeggero seduto anteriormente di mettersi in una posizione più avanzata rispetto a quella del guidatore, in modo che dietro di lui possa sedersi un adulto, mentre dietro il guidatore ci può stare solamente un bambino a causa del ridotto spazio a disposizione delle gambe.
I sedili non sono regolabili in altezza e la cintura di sicurezza per i passeggeri meno alta risulta per tale motivo difficoltosa da raggiungere.
All'inizio del 2015 è stata diffusa la notizia dell'interruzione della produzione del modello.

## Motorizzazioni
In Italia la Toyota iQ era disponibile con il motore 1.0 VVT-i a benzina già utilizzato sulla Toyota Aygo, che eroga 68 CV e vanta un'emissione di CO2 di 99 g/km oppure con il motore 1.3 Dual VVT-i sempre a benzina da 99 CV già utilizzato sulla Toyota Yaris. Esso è abbinato al cambio automatico denominato Multidrive oppure ad un cambio manuale a 5 rapporti.
Successivamente è stata anche equipaggiata con motorizzazione 1.4 d4d Toyota sempre derivante dal modello Yaris.
| Modello | Disponibilità | Motore  | Cilindrata (cm³) | Potenza       | Coppia Massima (N m) | Emissioni CO2 (g/km) | 0-100 km/h (s) | Velocità max (km/h) | Consumo medio (km/l) |
| 1.0     | dal debutto   | Benzina | 996              | 50 kW (68 CV) | 91                   | 99                   | 14,7           | 150                 | 22,7                 |
| 1.3     | dal debutto   | Benzina | 1 329            | 74 kW (99 CV) | 123                  | 113                  | 13,4           | 170                 | 20,4                 |

## Derivazioni
Sulla meccanica e motore 1.3 della iQ l'Aston Martin produsse dal 2011 al 2013 l'Aston Martin Cygnet.